# Eon Besi
Eon Besi is een bestuurslaag in het regentschap Timor Tengah Selatan van de provincie Oost-Nusa Tenggara, Indonesië. Eon Besi telt 3406 inwoners (volkstelling 2010).